# 不要停止的純真
不要停止的純真（やめないで,PURE）是日本二人組合近畿小子的第6張單曲。於1999年2月24日由傑尼斯娛樂唱片公司發行。

## 解說
作為單曲A面歌曲來說，是一張首次音調比較重的作品。Oricon所統計的首批銷量已經不及出道單曲「玻璃少年」的40萬張，銷售顯然不佳。不過因為成為了電視劇的主題曲，所以也能說大眾對這首歌曲的印象甚高。
由於之前連續兩張單均為「兩A面」單曲，所以就連Oricon銷量榜當初也曾錯誤地以『不要停止的純真／BABY LOVE』這種「兩A面」的形式去標記這張單曲，不過現在已經修正過來。另外，唱片的日語名稱「,PURE」，中間應以英語的逗號「，」分隔，而非日語的逗號「、」。所以這張單曲正確應該單A面單曲，唱片名稱方面應以「,PURE」方為正確。
主打歌『不要停止的PURE』是以電吉他演奏的強勁節奏作序幕為中心，把一向來以在單曲A面歌曲的流行樂曲原素巧妙地蘊含於曲中。

## 名稱
- 日語原名：,PURE
- 中文意思：請不要停止，純真
- 香港正東譯名：不要停止的純真
- 台灣豐華譯名：不要停止的純真
- 台灣艾迴譯名：不要停止的純真

## 收錄歌曲
1. 不要停止的純真（やめないで，PURE）
  - ※堂本剛參與演出的日本電視台連續劇『重返少年時』主題曲。
  - 作曲：筒美京平
  - 作詞：伊達步
  - 編曲：WACKY KAKI
2. BABY LOVE
  - 作曲：飯田建彥
  - 作詞：山本英美
  - 編曲：船山基紀
3. 不要停止的純真 (Instrumental)
  - 作曲：筒美京平
  - 編曲：WACKY KAKI
4. BABY LOVE (Instrumental)
  - 作曲：飯田建彥
  - 編曲：船山基紀